# Dansk Gigthospital
Dansk Gigthospital er et specialhospital inden for gigtsygdomme (reumatologi).
Hospitalet hed tidligere Kong Christian X's Gigthospital og blev åbnet i Gråsten i 1956. I maj 2019 flyttede hospitalet ind i lokaler på Sønderborg Sygehus og ændrede i den forbindelse navn til det nuværende.
Hospitalet ejes og drives af Gigtforeningen.
- Hospitalets gamle bygning ved havnen i Gråsten